# 26168 Kanaikiyotaka
26168 Kanaikiyotaka è un asteroide della fascia principale. Scoperto nel 1995, presenta un'orbita caratterizzata da un semiasse maggiore pari a 2,2341498 UA e da un'eccentricità di 0,1622495, inclinata di 4,70512° rispetto all'eclittica.
L'asteroide è dedicato all'astronomo giapponese Kiyotaka Kanai.